# Horia Tecău
Horia Tecău (* 19. Januar 1985 in Constanța) ist ein ehemaliger rumänischer Tennisspieler.

## Leben und Karriere

### Juniorenkarriere, Davis-Cup-Debüt und erste Erfolge auf Future-Turnieren
Bereits als Junior war Horia Tecău äußerst erfolgreich. Im Einzel erreichte er 2003 in Wimbledon das Halbfinale, im Doppel konnte er dort an der Seite seines Landsmanns Florin Mergea 2002 und 2003 den Titel gewinnen. Zudem erreichten sie in derselben Zeit jeweils das Finale der Australian Open und standen längere Zeit zusammen an der Spitze der Junioren-Doppel-Weltrangliste.
2003 gewann das Duo schon drei Future-Titel im Profibereich und erreichte so eine Platzierung in den Top 500 der Doppel-Weltrangliste. Zudem spielten sie für das rumänische Davis-Cup-Team und konnten zum 3:2-Sieg über Ecuador einen Fünfsatzsieg über die Lapentti-Brüder beisteuern. Seitdem hat Tecău 20 Partien für Rumänien bestritten, bei denen er elf Siege im Doppel (mit verschiedenen Partnern) verbuchen konnte.

### 2004–2007: Erste Challenger-Titel und ATP-Debüt
2004 folgten sechs weitere Doppeltitel bei Future-Turnieren, davon drei an der Seite von Mergea, zwei zusammen mit Gabriel Moraru sowie einer mit Alex Kuznetsov. Im August 2004 gewannen Tecău und Mergea in Timișoara ihren ersten Challenger-Titel. Daraufhin bekamen sie für das Turnier von Bukarest eine Wildcard, bei ihrem ATP-Debüt unterlagen sie jedoch Karsten Braasch und Philipp Kohlschreiber. Auch im Einzel gewann Tecău in diesem Jahr drei Future-Titel.
Anfang 2005 konnte er zwei weitere Future-Siege feiern, er erreichte mit Rang 326 seine beste Einzelplatzierung. Im Doppel war er weniger erfolgreich, hielt sich jedoch in den Top 500 der Weltrangliste.
2006 versuchte Tecău auf Challenger-Turnieren Fuß zu fassen, es blieb jedoch bei zwei Halbfinalteilnahmen in Mexiko-Stadt und in Lexington. Er konzentrierte sich von nun an vermehrt auf das Doppel; er zog 2006 viermal ins Finale eines Challenger-Turniers ein, blieb jedoch ohne Turniersieg.
Dies änderte sich, als er im September 2007 wiederum an der Seite von Florin Mergea das Challenger-Turnier in seiner Heimatstadt Brașov gewann und erstmals in die Top 200 vorstieß.

### 2008–2009: Grand-Slam-Debüt, Einstieg in die Top 100 und erste ATP-Finals
2008 folgten zwei weitere gemeinsame Challenger-Siege in Cherbourg-Octeville und Constanța sowie drei Challenger-Titel in Mailand, San Marino und Eckental an der Seite des Schweizers Yves Allegro. Zudem spielte Tecău erstmals in der Hauptrunde eines Grand-Slam-Turnier; er erreichte in Paris (mit Mergea) und in New York (mit Allegro) jeweils die zweite Runde. Zum Jahresende wurde er erstmals in den Top 100 der Weltrangliste geführt.
Im Januar 2009 zog Tecău an der Seite seines Landsmanns und Trainers Andrei Pavel ins Achtelfinale der Australian Open ein, im Mai erreichte er ebenfalls mit Pavel in Kitzbühel sein erstes Finale bei einem ATP-Turnier. Nach einer Zweitrundenniederlage bei den French Open erreichten Tecău und Pavel in Wimbledon erneut das Achtelfinale, wo sie den späteren Halbfinalisten Wesley Moodie und Dick Norman erst im fünften Satz mit 12:14 unterlagen. Im Juli folgte in Stuttgart das zweite ATP-Finale, diesmal an der Seite von Victor Hănescu. Ende 2009 stand Tecău auf Rang 46 der Weltrangliste.

### 2010–2011: ATP-Titel und Wimbledon-Finals
Gleich zu Beginn des Jahres 2010 konnte Tecău dann in Auckland an der Seite des Neuseeländers Marcus Daniell seinen ersten ATP-Titel feiern. Nach einem Challenger-Titel in Marrakesch im März folgte im April in Casablanca der zweite ATP-Titel, diesmal mit dem Schweden Robert Lindstedt. Mit ihm konnte er im Juni in ’s-Hertogenbosch einen weiteren Titel gewinnen und in Wimbledon erstmals in das Finale eines Grand-Slam-Turniers einziehen. Dieses gewannen allerdings Jürgen Melzer und Philipp Petzschner. Nur zwei Wochen später wurde im schwedischen Båstad, erneut an der Seite von Lindstedt, der vierte und im August in New Haven der fünfte ATP-Titel der Saison eingefahren. Bei den US Open schieden Tecău und Lindstedt im Achtelfinale aus. Zum Saisonende folgten vier Erstrundenniederlagen in Folge, wodurch die Qualifikation für die ATP World Tour Finals 2010 verpasst wurden.
Anfang 2011 erreichten Tecău und Lindstedt beim ATP-Turnier in Brisbane das Finale, mussten jedoch aufgrund einer Wadenverletzung bei Lindstedt nach dem ersten Satz aufgeben. Auch bei den Australian Open mussten sie ihr Erstrundenmatch früh aufgeben. Beim ATP-Turnier von Zagreb im Februar spielte Tecău zusammen mit Dick Norman, mit dem er auf Anhieb den Titel gewann. Nach zwei Erstrundenniederlagen mit wechselnden Partnern konnte Tecău im Februar in Acapulco zusammen mit Victor Hănescu erstmals ein Turnier der Kategorie ATP World Tour 500 gewinnen. Ab März spielte er dann wieder mit Lindstedt und bereits im April gewannen sie in Casablanca ihren nächsten Titel. Bei den French Open scheiterten die beiden im Viertelfinale an den späteren Turniersiegern Maks Mirny und Daniel Nestor. Nach einer knappen Finalniederlage in ’s-Hertogenbosch erreichten Tecău und Lindstedt in Wimbledon wie schon im Vorjahr das Finale. Gegen die Bryan-Brüder gingen sie jedoch nach drei Sätzen erneut als Verlierer vom Platz. Nach einer erfolgreichen Titelverteidigung in Båstad sowie einer Finalniederlage in Washington erreichten sie bei den US Open zum dritten Mal in Folge ein Grand-Slam-Viertelfinale, scheiterten jedoch knapp an Simone Bolelli und Fabio Fognini. Im Oktober konnten sich Tecău und Lindstedt in Peking bei Mirny und Nestor für die French-Open-Niederlage revanchieren; sie erreichten ein weiteres Finale, in dem sie jedoch wie schon in Washington Michaël Llodra und Nenad Zimonjić unterlagen. Aufgrund ihrer Erfolge waren die beiden im November 2011 erstmals für die ATP World Tour Finals qualifiziert, wo sie mit nur einem Sieg aus drei Spielen allerdings schon in der Vorrunde ausschieden.

### 2012: Australian-Open-Sieg im Mixed
Im Januar 2012 erreichten Tecău und Lindstedt bei den Australian Open erstmals das Halbfinale, schieden dort aber trotz eines Matchballs gegen die Bryan-Brüder aus. Tecău trat auch im Mixed an, wo er zusammen mit Bethanie Mattek-Sands seinen ersten Grand-Slam-Titel gewann. Im Laufe der ersten Jahreshälfte erreichte er mit Robert Lindstedt die Endspiele von Rotterdam und Madrid. Im April gewann Tecău erstmals sein Heimturnier in Bukarest; in ’s-Hertogenbosch wiederholten er und Lindstedt ihren Erfolg von 2010. Bei den French Open schieden sie diesmal bereits in der zweiten Runde aus. Ungleich besser lief es erneut in Wimbledon, wo sie zum dritten Mal hintereinander ins Finale einzogen. Doch wie schon 2010 und 2011 mussten sie sich geschlagen geben, diesmal der ungesetzten Paarung Frederik Nielsen und Jonathan Marray eher überraschend. In Båstad folgte die zweite erfolgreiche Titelverteidigung nach 2010 und 2011; Tecău und Lindstedt gewannen das Turnier ohne Satzverlust. Kurz vor den Olympischen Spielen in London wurde vermeldet, dass Tecău die rumänische Delegation bei der Eröffnungsfeier als Fahnenträger anführt. Tecău trat bei den Spielen in der Doppelkonkurrenz mit Adrian Ungur an, mit dem er seit 2004 kein Turnier mehr gespielt hatte. Sie schieden bereits in der Auftaktrunde in zwei Sätzen gegen die Kanadier Vasek Pospisil und Daniel Nestor aus.

### 2013–2016: Erster Grand-Slam-Titel im Doppel und Silbermedaille
Die Saison 2013 bestritt Tecău mit Maks Mirny, mit dem er drei Turniere gewann und in zwei weiteren Endspielen stand. Weitaus besser verlief die Saison 2014, bei der er mit Jean-Julien Rojer als Partner antrat. Die beiden gewannen insgesamt acht Titel, davon drei der Kategorie World Tour 500; sie erreichten außerdem ein weiteres Finale. Bei den World Tour Finals schieden sie ohne Sieg in der Vorrunde aus.
2015 starteten er und Rojer mit einem Finaleinzug in Sydney und einem Titelgewinn in Rotterdam. Bei den Australian Open und den French Open erreichten sie jeweils das Halbfinale. In Wimbledon gelang den beiden schließlich der erste Titelgewinn bei einem Grand-Slam-Turnier.
Gemeinsam mit Florin Mergea gewann er bei den Olympischen Spielen in Rio de Janeiro die Silbermedaille in der Doppelkonkurrenz.
Nach einem abschließenden Sieg in der Gruppenphase der ATP Finals 2021, der nicht für das Erreichen des Halbfinals ausreichte, beendete Tecău seine Karriere.

## Erfolge
| Legende (Anzahl der Siege)      |
| Grand Slam (3)                  |
| Olympische Spiele               |
| ATP World Tour Finals (1)       |
| ATP World Tour Masters 1000 (3) |
| ATP World Tour 500 (10)         |
| ATP World Tour 250 (22)         |
| ATP Challenger Tour (8)         |

| Titel nach Belag |
| Hartplatz (19)   |
| Sand (14)        |
| Rasen (6)        |

### Doppel

#### Turniersiege

##### ATP World Tour
| Nr. | Datum              | Turnier              | Belag         | Partner           | Finalgegner                          | Ergebnis          |
| --- | ------------------ | -------------------- | ------------- | ----------------- | ------------------------------------ | ----------------- |
| 1.  | 16. Januar 2010    | Auckland             | Hartplatz     | Marcus Daniell    | Marcelo Melo Bruno Soares            | 7:5, 6:4          |
| 2.  | 11. April 2010     | Casablanca (1)       | Sand          | Robert Lindstedt  | Rohan Bopanna Aisam-ul-Haq Qureshi   | 6:2, 3:6, [10:7]  |
| 3.  | 19. Juni 2010      | ’s-Hertogenbosch (1) | Rasen         | Robert Lindstedt  | Lukáš Dlouhý Leander Paes            | 1:6, 7:5, [10:7]  |
| 4.  | 18. Juli 2010      | Båstad (1)           | Sand          | Robert Lindstedt  | Andreas Seppi Simone Vagnozzi        | 6:4, 7:5          |
| 5.  | 28. August 2010    | New Haven            | Hartplatz     | Robert Lindstedt  | Rohan Bopanna Aisam-ul-Haq Qureshi   | 6:4, 7:5          |
| 6.  | 6. Februar 2011    | Zagreb (1)           | Hartplatz (i) | Dick Norman       | Marcel Granollers Marc López         | 6:3, 6:4          |
| 7.  | 26. Februar 2011   | Acapulco             | Sand          | Victor Hănescu    | Marcelo Melo Bruno Soares            | 6:1, 6:3          |
| 8.  | 10. April 2011     | Casablanca (2)       | Sand          | Robert Lindstedt  | Colin Fleming Igor Zelenay           | 6:2, 6:1          |
| 9.  | 17. Juli 2011      | Båstad (2)           | Sand          | Robert Lindstedt  | Simon Aspelin Andreas Siljeström     | 6:3, 6:3          |
| 10. | 29. April 2012     | Bukarest (1)         | Sand          | Robert Lindstedt  | Jérémy Chardy Łukasz Kubot           | 7:62, 6:3         |
| 11. | 23. Juni 2012      | ’s-Hertogenbosch (2) | Rasen         | Robert Lindstedt  | Juan Sebastián Cabal Dmitri Tursunow | 6:3, 7:61         |
| 12. | 15. Juli 2012      | Båstad (3)           | Sand          | Robert Lindstedt  | Alexander Peya Bruno Soares          | 6:3, 7:65         |
| 13. | 19. August 2012    | Cincinnati           | Hartplatz     | Robert Lindstedt  | Rohan Bopanna Mahesh Bhupathi        | 6:4, 6:4          |
| 14. | 28. April 2013     | Bukarest (2)         | Sand          | Maks Mirny        | Lukáš Dlouhý Oliver Marach           | 4:6, 6:4, [10:6]  |
| 15. | 22. Juni 2013      | ’s-Hertogenbosch (3) | Rasen         | Maks Mirny        | Andre Begemann Martin Emmrich        | 6:3, 7:64         |
| 16. | 6. Oktober 2013    | Peking (1)           | Hartplatz     | Maks Mirny        | Fabio Fognini Andreas Seppi          | 6:4, 6:2          |
| 17. | 9. Februar 2014    | Zagreb (2)           | Hartplatz (i) | Jean-Julien Rojer | Philipp Marx Michal Mertiňák         | 3:6, 6:4, [10:2]  |
| 18. | 12. April 2014     | Casablanca (3)       | Sand          | Jean-Julien Rojer | Tomasz Bednarek Lukáš Dlouhý         | 6:2, 6:2          |
| 19. | 27. April 2014     | Bukarest (3)         | Sand          | Jean-Julien Rojer | Mariusz Fyrstenberg Marcin Matkowski | 6:4, 6:4          |
| 20. | 21. Juni 2014      | ’s-Hertogenbosch (4) | Rasen         | Jean-Julien Rojer | Santiago González Scott Lipsky       | 6:3, 7:63         |
| 21. | 3. August 2014     | Washington           | Hartplatz     | Jean-Julien Rojer | Samuel Groth Leander Paes            | 7:5, 6:4          |
| 22. | 28. September 2014 | Shenzhen             | Hartplatz     | Jean-Julien Rojer | Sam Groth Chris Guccione             | 6:4, 7:64         |
| 23. | 5. Oktober 2014    | Peking (2)           | Hartplatz     | Jean-Julien Rojer | Julien Benneteau Vasek Pospisil      | 6:76, 7:5, [10:5] |
| 24. | 26. Oktober 2014   | Valencia             | Hartplatz (i) | Jean-Julien Rojer | Kevin Anderson Jérémy Chardy         | 6:4, 6:2          |
| 25. | 15. Februar 2015   | Rotterdam            | Hartplatz (i) | Jean-Julien Rojer | Jamie Murray John Peers              | 3:6, 6:3, [10:8]  |
| 26. | 11. Juli 2015      | Wimbledon            | Rasen         | Jean-Julien Rojer | Jamie Murray John Peers              | 7:65, 6:4, 6:4    |
| 27. | 22. November 2015  | London               | Hartplatz (i) | Jean-Julien Rojer | Rohan Bopanna Florin Mergea          | 6:4, 6:3          |
| 28. | 25. April 2016     | Bukarest (4)         | Sand          | Florin Mergea     | Chris Guccione André Sá              | 7:5, 6:4          |
| 29. | 8. Mai 2016        | Madrid (1)           | Sand          | Jean-Julien Rojer | Rohan Bopanna Florin Mergea          | 6:4, 7:65         |
| 30. | 4. März 2017       | Dubai (1)            | Hartplatz     | Jean-Julien Rojer | Rohan Bopanna Marcin Matkowski       | 4:6, 6:3, [10:3]  |
| 31. | 27. Mai 2017       | Genf                 | Sand          | Jean-Julien Rojer | Juan Sebastián Cabal Robert Farah    | 2:6, 7:69, [10:6] |
| 32. | 25. August 2017    | Winston-Salem (1)    | Hartplatz     | Jean-Julien Rojer | Julio Peralta Horacio Zeballos       | 6:3, 6:4          |
| 33. | 8. September 2017  | US Open              | Hartplatz     | Jean-Julien Rojer | Feliciano López Marc López           | 6:4, 6:3          |
| 34. | 3. März 2018       | Dubai (2)            | Hartplatz     | Jean-Julien Rojer | Jamie Cerretani Leander Paes         | 7:62, 6:2         |
| 35. | 24. August 2018    | Winston-Salem (2)    | Hartplatz     | Jean-Julien Rojer | Jamie Cerretani Leander Paes         | 6:4, 6:2          |
| 36. | 12. Mai 2019       | Madrid (2)           | Sand          | Jean-Julien Rojer | Diego Schwartzman Dominic Thiem      | 6:2, 6:3          |
| 37. | 27. Oktober 2019   | Basel                | Hartplatz (i) | Jean-Julien Rojer | Taylor Fritz Reilly Opelka           | 7:5, 6:3          |
| 38. | 20. Juni 2021      | Halle                | Rasen         | Kevin Krawietz    | Félix Auger-Aliassime Hubert Hurkacz | 7:64, 6:4         |

##### ATP Challenger Tour
| Nr. | Datum             | Turnier             | Belag         | Partner        | Finalgegner                                | Ergebnis         |
| --- | ----------------- | ------------------- | ------------- | -------------- | ------------------------------------------ | ---------------- |
| 1.  | 8. August 2004    | Timișoara           | Sand          | Florin Mergea  | Marius Călugăru Ciprian Porumb             | 6:3, 6:3         |
| 2.  | 9. September 2007 | Brașov              | Sand          | Florin Mergea  | Adrian Cruciat Marcel-Ioan Miron           | 5:7, 6:3, [10:8] |
| 3.  | 2. März 2008      | Cherbourg-Octeville | Hartplatz (i) | Florin Mergea  | Jean-Claude Scherrer Márcio Torres         | 7:5, 7:5         |
| 4.  | 14. Juni 2008     | Mailand             | Sand          | Yves Allegro   | Juan-Martín Aranguren Marc Fornell Mestres | 6:4, 6:4         |
| 5.  | 28. Juni 2008     | Constanța           | Sand          | Florin Mergea  | Júlio Silva Simone Vagnozzi                | 6:4, 6:2         |
| 6.  | 27. Juli 2008     | San Marino          | Sand          | Yves Allegro   | Fabio Colangelo Philipp Marx               | 7:5, 7:5         |
| 7.  | 9. November 2008  | Eckental            | Teppich (i)   | Yves Allegro   | James Auckland Márcio Torres               | 6:3, 3:6, [10:7] |
| 8.  | 21. März 2010     | Marrakesch          | Sand          | Ilija Bozoljac | Jamie Cerretani Adil Shamasdin             | 6:1, 6:1         |

#### Finalteilnahmen
| Nr. | Datum            | Turnier              | Belag         | Partner           | Finalgegner                          | Ergebnis                  |
| --- | ---------------- | -------------------- | ------------- | ----------------- | ------------------------------------ | ------------------------- |
| 1.  | 23. Mai 2009     | Kitzbühel            | Sand          | Andrei Pavel      | Marcelo Melo André Sá                | 7:69, 2:6, [7:10]         |
| 2.  | 19. Juli 2009    | Stuttgart            | Sand          | Victor Hănescu    | František Čermák Michal Mertiňák     | 5:7, 4:6                  |
| 3.  | 3. Juli 2010     | Wimbledon (1)        | Rasen         | Robert Lindstedt  | Jürgen Melzer Philipp Petzschner     | 1:6, 5:7, 5:7             |
| 4.  | 9. Januar 2011   | Brisbane             | Hartplatz     | Robert Lindstedt  | Lukáš Dlouhý Paul Hanley             | 4:6, Aufgabe              |
| 5.  | 18. Juni 2011    | ’s-Hertogenbosch     | Rasen         | Robert Lindstedt  | Daniele Bracciali František Čermák   | 3:6, 6:2, [8:10]          |
| 6.  | 2. Juli 2011     | Wimbledon (2)        | Rasen         | Robert Lindstedt  | Bob Bryan Mike Bryan                 | 3:6, 4:6, 6:72            |
| 7.  | 7. August 2011   | Washington, D.C. (1) | Hartplatz     | Robert Lindstedt  | Michaël Llodra Nenad Zimonjić        | 7:63, 6:76, [7:10]        |
| 8.  | 9. Oktober 2011  | Peking               | Hartplatz     | Robert Lindstedt  | Michaël Llodra Nenad Zimonjić        | 6:72, 6:74                |
| 9.  | 19. Februar 2012 | Rotterdam (1)        | Hartplatz (i) | Robert Lindstedt  | Michaël Llodra Nenad Zimonjić        | 6:4, 5:7, [14:16]         |
| 10. | 13. Mai 2012     | Madrid               | Sand          | Robert Lindstedt  | Mariusz Fyrstenberg Marcin Matkowski | 3:6, 4:6                  |
| 11. | 7. Juli 2012     | Wimbledon (3)        | Rasen         | Robert Lindstedt  | Jonathan Marray Frederik Nielsen     | 6:4, 4:6, 6:75, 7:65, 3:6 |
| 12. | 12. Januar 2013  | Sydney (1)           | Hartplatz     | Maks Mirny        | Bob Bryan Mike Bryan                 | 4:6, 4:6                  |
| 13. | 3. März 2013     | Delray Beach         | Hartplatz     | Maks Mirny        | Jack Sock James Blake                | 4:6, 4:6                  |
| 14. | 16. Februar 2014 | Rotterdam (2)        | Hartplatz (i) | Jean-Julien Rojer | Michaël Llodra Nicolas Mahut         | 2:6, 6:74                 |
| 15. | 17. Januar 2015  | Sydney (1)           | Hartplatz     | Jean-Julien Rojer | Rohan Bopanna Daniel Nestor          | 4:6, 6:75                 |
| 16. | 23. Mai 2015     | Nizza                | Sand          | Jean-Julien Rojer | Mate Pavić Michael Venus             | 6:74, 6:2, [8:10]         |
| 17. | 12. August 2016  | Rio de Janeiro       | Hartplatz     | Florin Mergea     | Rafael Nadal Marc López              | 2:6, 6:3, 4:6             |
| 18. | 21. August 2016  | Cincinnati           | Hartplatz     | Jean-Julien Rojer | Ivan Dodig Marcelo Melo              | 6:75, 7:65, [6:10]        |
| 19. | 4. November 2018 | Paris                | Hartplatz (i) | Jean-Julien Rojer | Marcel Granollers Rajeev Ram         | 4:6, 4:6                  |
| 20. | 17. Februar 2019 | Rotterdam (2)        | Hartplatz (i) | Jean-Julien Rojer | Jérémy Chardy Henri Kontinen         | 6:75, 6:74                |
| 21. | 4. August 2019   | Washington, D.C. (2) | Hartplatz     | Jean-Julien Rojer | Raven Klaasen Michael Venus          | 6:3, 3:6, [2:10]          |
| 22. | 7. März 2021     | Rotterdam            | Hartplatz (i) | Kevin Krawietz    | Nikola Mektić Mate Pavić             | 6:77, 2:6                 |
| 23. | 25. April 2021   | Barcelona            | Sand          | Kevin Krawietz    | Juan Sebastián Cabal Robert Farah    | 4:6, 2:6                  |
| 24. | 18. Juli 2021    | Hamburg              | Sand          | Kevin Krawietz    | Tim Pütz Michael Venus               | 3:6, 7:63, [8:10]         |

### Mixed

#### Turniersiege
| Nr. | Datum           | Turnier         | Belag     | Partnerin             | Finalgegner                 | Ergebnis         |
| --- | --------------- | --------------- | --------- | --------------------- | --------------------------- | ---------------- |
| 1.  | 29. Januar 2012 | Australian Open | Hartplatz | Bethanie Mattek-Sands | Jelena Wesnina Leander Paes | 6:3, 5:7, [10:3] |

#### Finalteilnahmen
| Nr. | Datum           | Turnier             | Belag     | Partnerin       | Finalgegner                       | Ergebnis         |
| --- | --------------- | ------------------- | --------- | --------------- | --------------------------------- | ---------------- |
| 1.  | 24. Januar 2014 | Australian Open (1) | Hartplatz | Sania Mirza     | Kristina Mladenovic Daniel Nestor | 3:6, 2:6         |
| 2.  | 29. Januar 2016 | Australian Open (2) | Hartplatz | Coco Vandeweghe | Jelena Wesnina Bruno Soares       | 4:6, 6:4, [5:10] |

## Abschneiden bei Grand-Slam-Turnieren

### Doppel
| Turnier         | 2008 | 2009 | 2010 | 2011 | 2012 | 2013 | 2014 | 2015 | 2016 | 2017 | 2018 | 2019 | 2020  | 2021 | Karriere |
| --------------- | ---- | ---- | ---- | ---- | ---- | ---- | ---- | ---- | ---- | ---- | ---- | ---- | ----- | ---- | -------- |
| Australian Open | —    | AF   | 2    | 1    | HF   | 2    | 2    | HF   | VF   | AF   | 2    | 1    | 2     | AF   | HF       |
| French Open     | 2    | 2    | 1    | VF   | 2    | 2    | AF   | HF   | 2    | AF   | —    | VF   | AF    | VF   | HF       |
| Wimbledon       | —    | AF   | F    | F    | F    | AF   | AF   | S    | 1    | 1    | —    | VF   | n. a. | 2    | S        |
| US Open         | 2    | 2    | AF   | VF   | AF   | 1    | AF   | VF   | AF   | S    | 2    | 1    | HF    | VF   | S        |

Zeichenerklärung: S = Turniersieg; F, HF, VF, AF = Einzug ins Finale / Halbfinale / Viertelfinale / Achtelfinale; 1, 2, 3 = Ausscheiden in der 1. / 2. / 3. Hauptrunde; Q1, Q2, Q3 = Ausscheiden in der 1. / 2. / 3. Runde der Qualifikation; n. a. = nicht ausgetragen

### Mixed
| Turnier         | 2010 | 2011 | 2012 | 2013 | 2014 | 2015 | 2016 | 2017 | 2018 | 2019 | Karriere |
| --------------- | ---- | ---- | ---- | ---- | ---- | ---- | ---- | ---- | ---- | ---- | -------- |
| Australian Open | —    | HF   | S    | 1    | F    | 1    | F    | AF   | —    | 1    | S        |
| French Open     | 1    | AF   | AF   | AF   | AF   | HF   | 1    | —    | —    | —    | HF       |
| Wimbledon       | 2    | —    | 1    | VF   | AF   | VF   | 2    | —    | —    | —    | VF       |
| US Open         | 1    | 1    | 1    | 1    | 1    | VF   | —    | HF   | —    | —    | HF       |